# Christoph Goldbeck

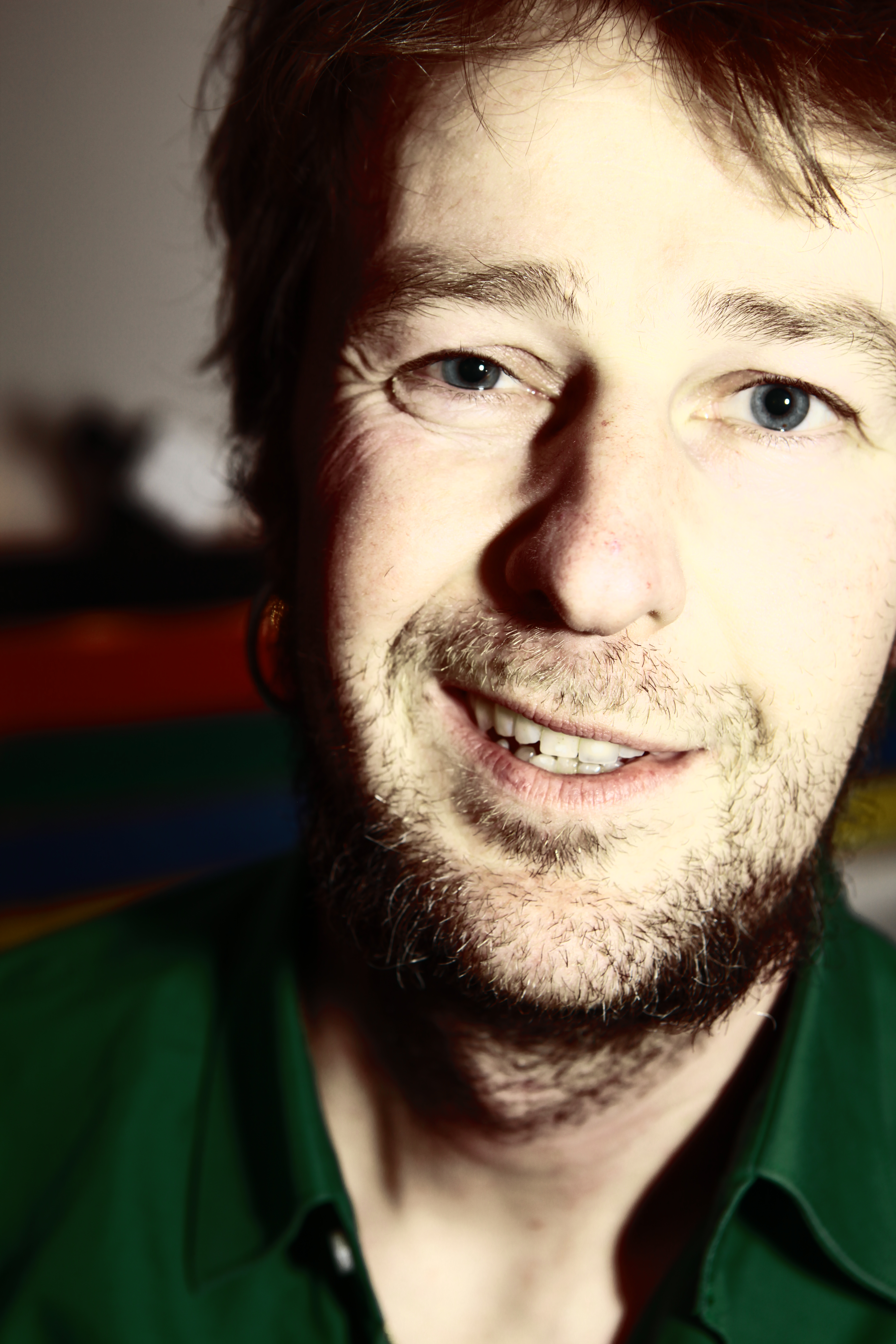
Christoph Goldbeck (2011)

Christoph „Goldi“ Goldbeck (* 15. Januar 1970 in Rheinfelden (Baden)) ist ein deutscher Filmemacher, Kameramann, Regisseur und Filmproduzent aus Köln.

## Werk
Goldbeck gründete 2013 die Produktionsfirma Kalmäuser GmbH, mit der er Filme für Kino, Fernsehen und Internet realisiert, darunter die mehrfach ausgezeichneten und millionenfach geklickten Doku-Serien Marie will frei sein oder Marie will alles. Er ist zudem Initiator und Leiter des bis dato einzigen und 2016 gegründeten Web-TV-Channels zum Thema Inklusion, bei dem einmal wöchentlich Themen aus dem Bereich der Inklusion filmisch veröffentlicht werden. Auch im Printbereich ist er aktiv.
Die Doku-Serie Marie will alles war nominiert für den Deutschen Fernsehpreis 2023 in der Kategorie „Beste Doku-Serie“, gewann den Katholischen Medienpreis 2023, den „Dietmar-Heeg-Preis“ 2023 und den Medienpreis „Prävention in der Schwangerschaft“ 2023. Auch für seine Wissenschaftsfilme und Features wurde Goldbeck mehrfach ausgezeichnet.

## Filmografie

### Als Regisseur
- 2023: Sterne über NRW (Doku für WDR, Heimatflimmern)
- 2022: Marie will alles (Doku-Serie für die ARD Mediathek und WDR, Menschen hautnah)
- 2021: Zeitbombe Brücken (Web-Doku für den SWR)
- 2020: Risiko Ratte (Web-Doku)
- 2018: Marie will frei sein (WDR, Menschen hautnah-Reportage)
- 2017: Leben unter der Tarnkappe (WDR, Die story-Feature)
- 2016: Grenzerfahrung Kripo (ARD, Echtes Leben-Reportage)
- 2015: Unter der Brücke (Dokumentarfilm gefördert von der Filmstiftung NRW)
- 2014: Leben im Bauwagen (Reportage)
- 2013: Ticket nach Berlin (Spiel-Show)
- 2010: Experiment Fußball (Dokumentation)

### Als Kameramann
- 2022: Marie will alles (ARD Mediathek und WDR, Menschen hautnah)
- 2018: Marie will frei sein (WDR, Menschen hautnah-Reportage)
- 2015: Unter der Brücke (Dokumentarfilm)
- 2009: Mit saftigen Pflaumen gefülltes Kalbsfilet (Dokumentarfilm)

### Als Produzent
- 2022: Marie will alles (Doku-Serie für die ARD Mediathek und WDR, Menschen hautnah)
- 2018: Marie will frei sein (WDR, Menschen hautnah-Reportage)
- 2016: Nach dem Verbrechen – Leben nach einem Schicksalsschlag (tag7, WDR)
- 2015: Unter der Brücke (Dokumentarfilm)

## Preise (Auswahl)
- 2001: Prix Leonardo für den WDR-Film Quarks & Co – „Geheimnisvolles Wüstenglas“
- 2003: Auszeichnung auf dem Agrofilm Festival Slowakei für den Film WDR Quarks & Co – „Familienalbum der Schweine“ (Animation)
- 2006: Sonderpreis der Internationalen Gesellschaft für Menschenrechte (IGFM) für den WDR-Film bei Q21 – „Reise einer PET-Flasche“[8]
- 2010: Innovationspreis vom INPUT-Fernsehinnovationskongress in Seoul, Südkorea, für WDR „Planet Schule“ – „Experiment Fußball“ und „Deutschland ein Fußball-Experiment“
- 2018: Journalistenpreis des AWO-Kreisverbands Mittelrhein in der Kategorie Fernsehen für „Marie will frei sein“ (WDR „Menschen hautnah“)[9]
- 2023: Gewinner des Katholischen Medienpreises 2023[10]
- 2023: Gewinner des Dietmar-Heeg-Preises 2023[6]
- 2023: Gewinner des Medienpreises „Prävention in der Schwangerschaft“ 2023[11]

## Nominierungen
- 2023: Deutscher Fernsehpreis in der Kategorie „Beste Doku-Serie“[12]
- 2019: Grimme Online Award für den Blog „Lydias Welt“[13]
- 2014: Grimme Online Award für die Spiel-Show der Deutschen Welle und des Goethe-Instituts – „Ticket nach Berlin“[14]